# Kurendhoo
Kurendhoo is een van de bewoonde eilanden van het Lhaviyani-atol behorende tot de Maldiven.

## Demografie
Kurendhoo telt (stand september 2007) 888 vrouwen en 941 mannen.